# Huéscar (kommun)
Huéscar är en kommun i Spanien.   Den ligger i provinsen Provincia de Granada och regionen Andalusien, i den sydöstra delen av landet, 290 km söder om huvudstaden Madrid. Antalet invånare är 8 015.